# Gerda Österlund
Gerda Elisabeth Österlund, född 7 oktober 1875 i Stockholm, död 26 november 1942 i Matarieh utanför Kairo (kyrkobokförd i Stockholm), var en svensk-egyptisk målare.
Hon var dotter till Claes Conrad Österlund och Anna Margareta Johansson. Österlund flyttade till England vid början av 1900-talet men redan efter något år flyttade hon vidare till Egypten där hon kom i kontakt med den österländska sagovärlden. Med undantag av kortare besök i Sverige var hon verksam som målare i Egypten där hon hämtade rikligt med motiv till sina målningar. Österlund var specialiserad på porslinsmålning. Hon hade årliga utställningar i Kairo och fick beställningar av både den egyptiska aristokratin och amerikanska turister.